# Avenue du Trône
Pour les articles homonymes, voir Trône (homonymie).
L'avenue du Trône est une courte voie des 11e et 12e arrondissements de Paris.

## Situation et accès
Cette voie relie le cours de Vincennes à la place de la Nation. Le côté des numéros impairs se situe dans le 11e arrondissement, et le côté des numéros pairs dans le 12e.
L'avenue du Trône est desservie par les lignes de métro 1, 2 et 6 à la station Nation et par la ligne A du RER à la gare de Nation.

## Origine du nom
Elle doit son nom au trône élevé sur la place lors du retour de Louis XIV et de Marie-Thérèse d'Autriche après leur mariage.

## Historique
Tracée sur le plan de Delagrive en 1728, cette avenue, plus large que longue, faisait anciennement partie intégrante de la place du Trône, devenue lors de la Révolution française la place de la Nation laquelle devait son nom primitif au trône élevé en 1660 à l'occasion de l'entrée solennelle de, Louis XIV et de Marie-Thérèse à Paris, après leur mariage. Durant cette période, l'avenue a porté le nom d'« avenue Santerre » avant de retrouver le nom de l'ancienne place débaptisée. 
Lors de la construction du mur des Fermiers généraux, elle est le site exact de la barrière du Trône où sont érigées deux imposantes colonnes l'encadrant qui sont toujours présentes de nos jours et marquent le nord et le sud de la place.

## Bâtiments remarquables et lieux de mémoire
- Les pavillons et colonnes Philippe-Auguste (au sud) et Saint-Louis (au nord) de l'ancienne barrière du Trône.

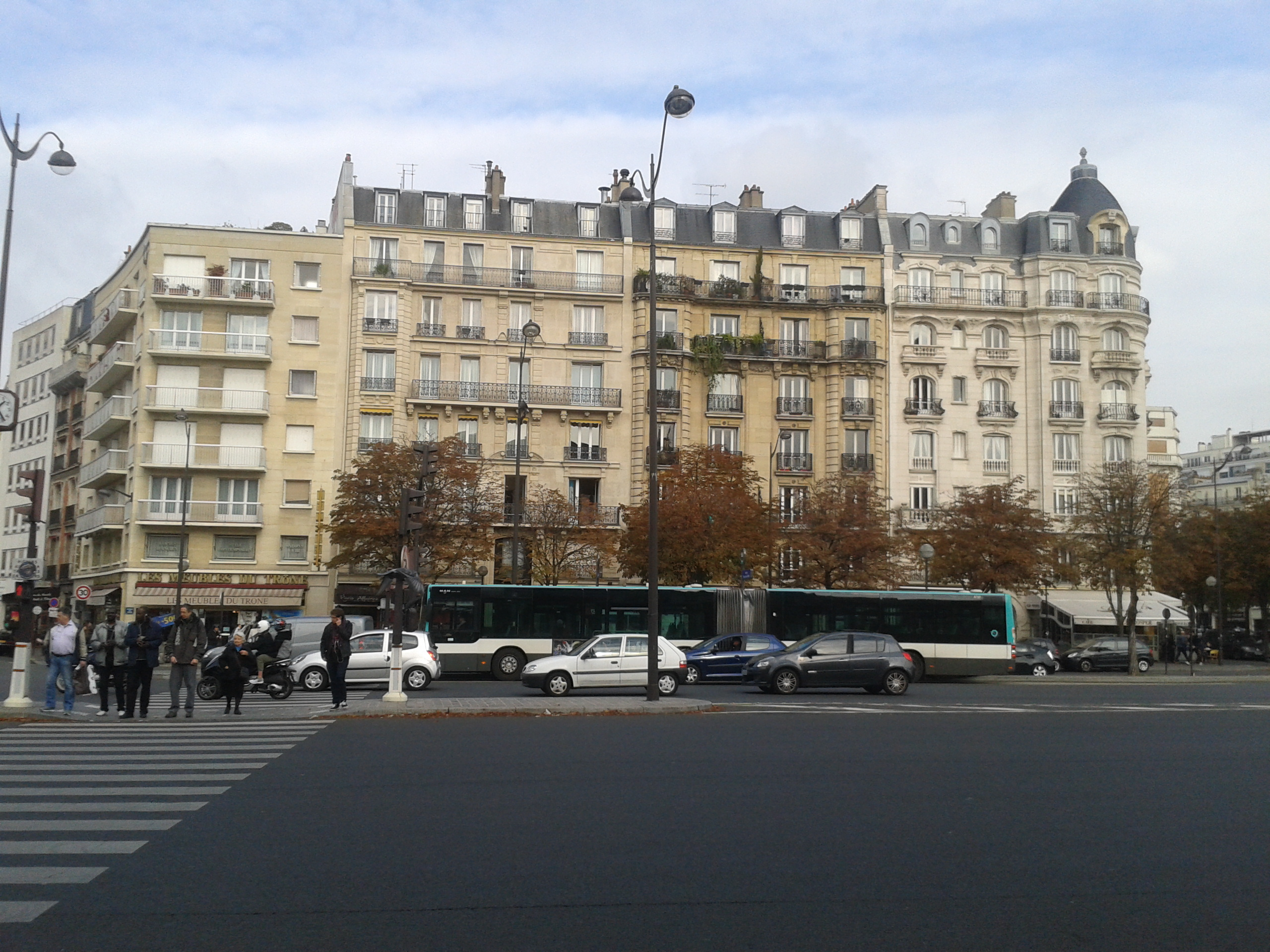
Côté des numéros impairs, donnant à gauche sur la place de la Nation et à droite sur le début du boulevard de Charonne.
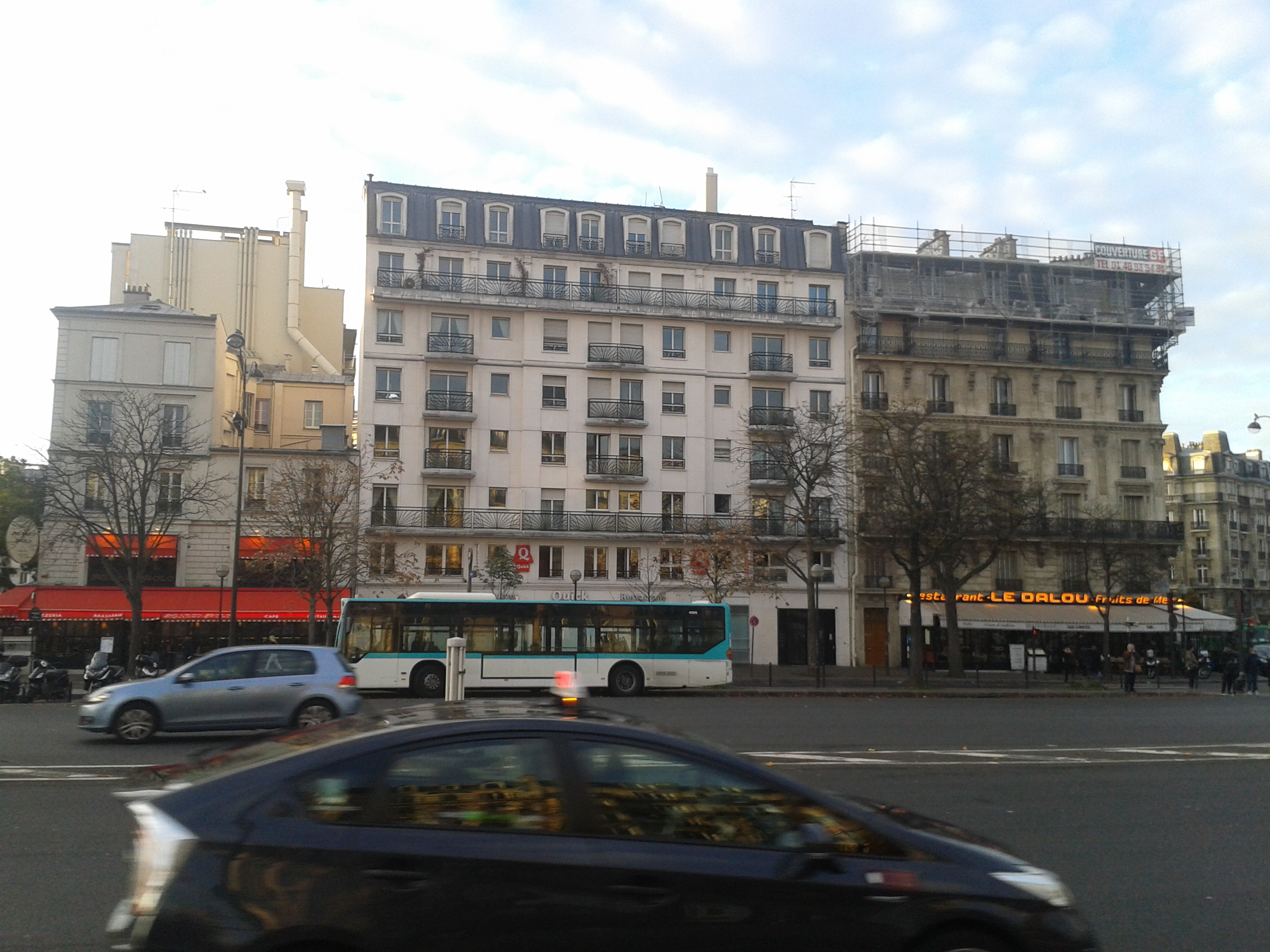
Côté des numéros pairs, donnant à gauche sur la fin du boulevard de Picpus et à droite sur la place de la Nation.
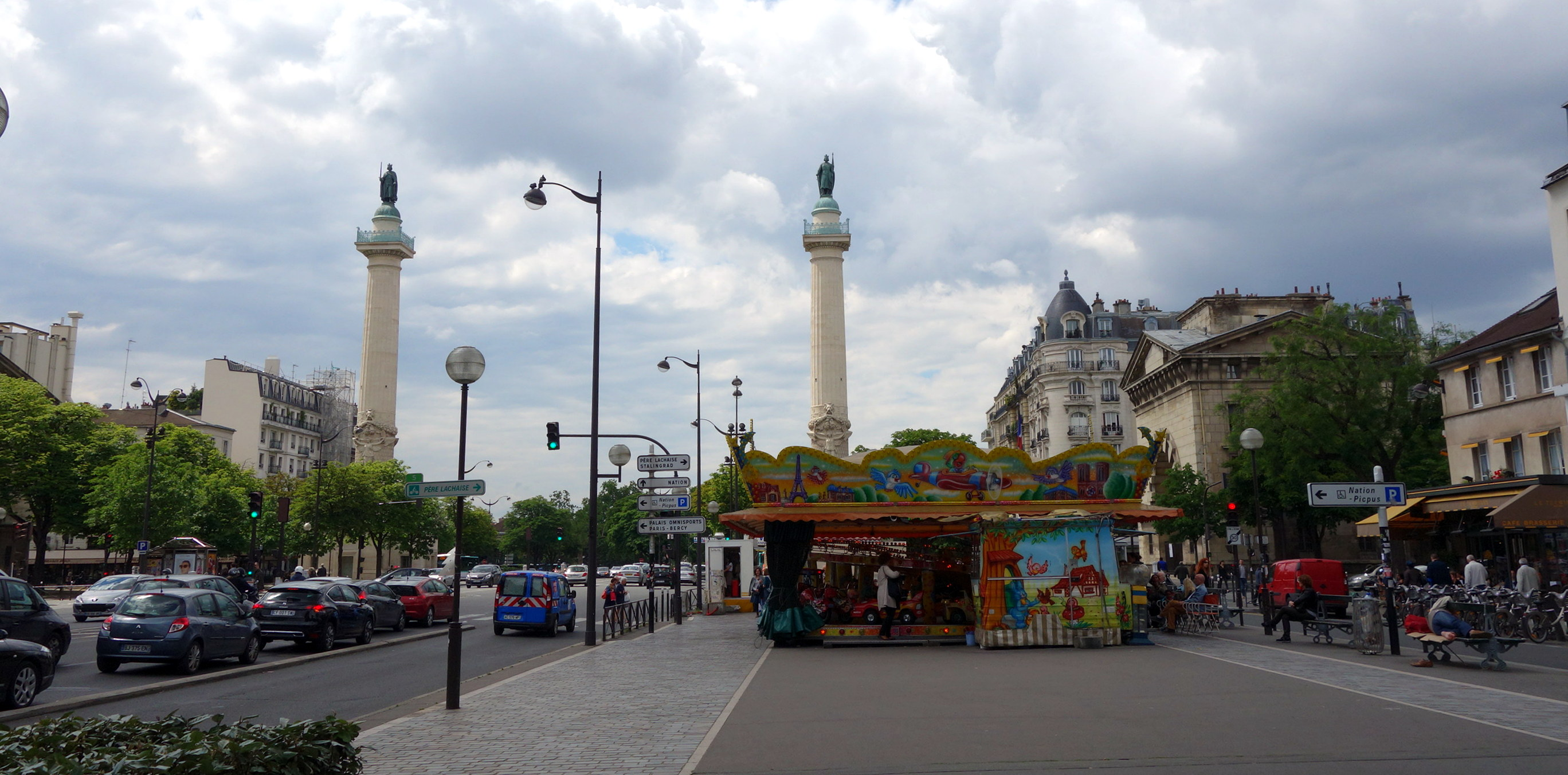
Vue sur les colonnes de la barrière du Trône et sur l'avenue du Trône, depuis le cours de Vincennes.